# Partito d'Azione Democratica (Malaysia)

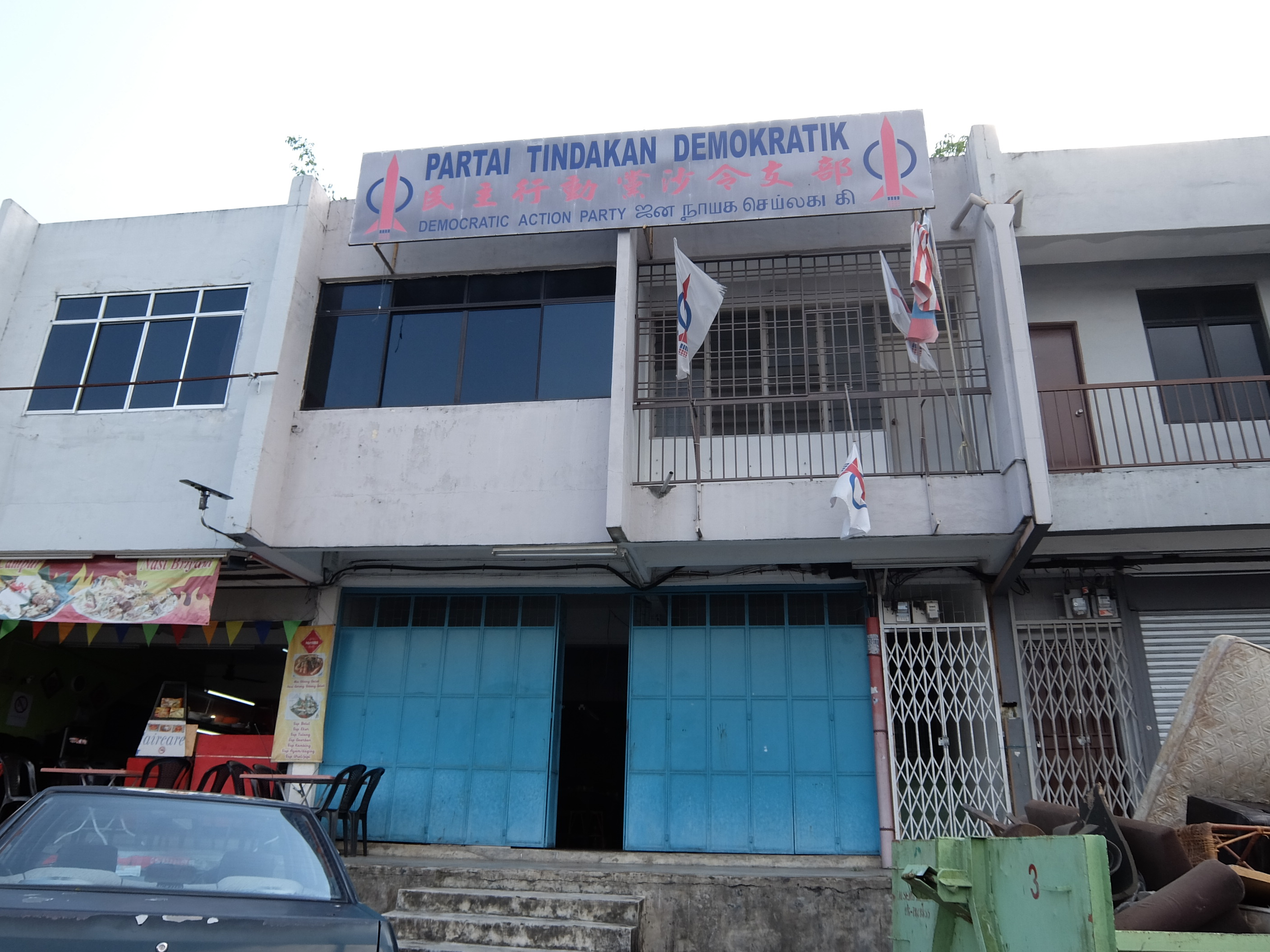
Partito d'Azione Democratica

Il  Partito d'Azione Democratica  (in malese:  Parti Tindakan Demokratik ) è un partito politico malaysiano socialdemocratico e secolarista fondato nel 1965.

## Risultati elettorali
- Elezioni 1969: 13 seggi
- Elezioni 1974: 9 seggi
- Elezioni 1978: 16 seggi
- Elezioni 1982: 9 seggi
- Elezioni 1986: 24 seggi
- Elezioni 1990: 20 seggi
- Elezioni 1995: 12,0% dei voti e 9 seggi
- Elezioni 1999: 12,5% dei voti e 10 seggi
- Elezioni 2004: 9,9% dei voti e 12 seggi
- Elezioni 2008: 14,1 % dei voti e 28 seggi
- Elezioni 2013: 15,7% dei voti e 38 seggi